# Cobubatha rilla
Cobubatha rilla är en fjärilsart som beskrevs av Dyar 1913. Cobubatha rilla ingår i släktet Cobubatha och familjen nattflyn. Inga underarter finns listade i Catalogue of Life.